# Кам'яниця Домбровського
Кам'яни́ця Домбро́вського — житловий будинок на Площі Ринок, 21 у Львові, пам'ятка архітектури.49°50′28″ пн. ш. 24°01′53″ сх. д. / 49.841138° пн. ш. 24.031279° сх. д.

## Історія
Будинок був збудований у І половині XVII ст.
У XIX ст. будинок був перебудований, був добудований четвертий поверх.

## Архітектура
Будинок цегляний, тинькований, витягнутий вглиб ділянки, чотириповерховий.
Зберіг первісне внутрішнє планування, склепіння на першому поверсі із своєрідними консольними капітелями, в сінях портал із старовинними кованими дверима.
Вікна у світлиці другого поверху оформлені кам'яними різьбленими обрамленнями. Фасад, вирішений у строгих ренесансових формах, прикрашають два оригінальні кам'яні портали і обрамлення вікон.